# Судзумура Такуя
Судзумура Такуя (яп. 鈴村 拓也; нар. 13 вересня 1978) — японський футболіст, що грав на позиції півзахисника.

## Футбол
Протягом 1997–1998 років грав за команду «Віссел Кобе».

## Футзалу
Був учасником Чемпіонат світу з футзалу 2004.